# Глобална мрежа предвођена од стране избеглица
Глобална мрежа предвођена од стране избеглица (GRN), раније позната као Мрежа за гласове избеглица, је међународна непрофитна организација која заступа локалне и националне избегличке организације. Информише Уједињене нације и друге глобалне доносиоце одлука о гласовима избеглица како би их уважили приликом доношења одлука.

## Историја
Глобална мрежа предвођена од стране избеглица је раније била позната као Мрежа за гласове избеглица. Организована је око шест глобалних региона: Африке, Блиског истока и северне Африке, Јужне Америке, Северне Америке, Азијско-пацифичког региона и Европе. Представника за сваки од шест региона бира управни одбор. Учествовали су на првом Глобалном форуму за избеглице Високог комесаријата Уједињених нација за избеглице 2019. године. Организују самит избеглица како би допринели Глобалном форуму за избеглице и сарађују са Глобалним саветодавним саветом за младе. Глобална мрежа предвођена од стране избеглица је описана као „један од најутицајнијих актера” који се залаже за учешће на Глобалном форуму за избеглице 2019. Био је 8. априла 2020. домаћин глобалне конференције са преко сто избегличких лидера који су укључени у креирање политике.